# Polystachya simacoana
Polystachya simacoana är en orkidéart som beskrevs av Rudolf Schlechter. Polystachya simacoana ingår i släktet Polystachya och familjen orkidéer.
Artens utbredningsområde är Bolivia. Inga underarter finns listade i Catalogue of Life.